# Świątynia V (Tikál)

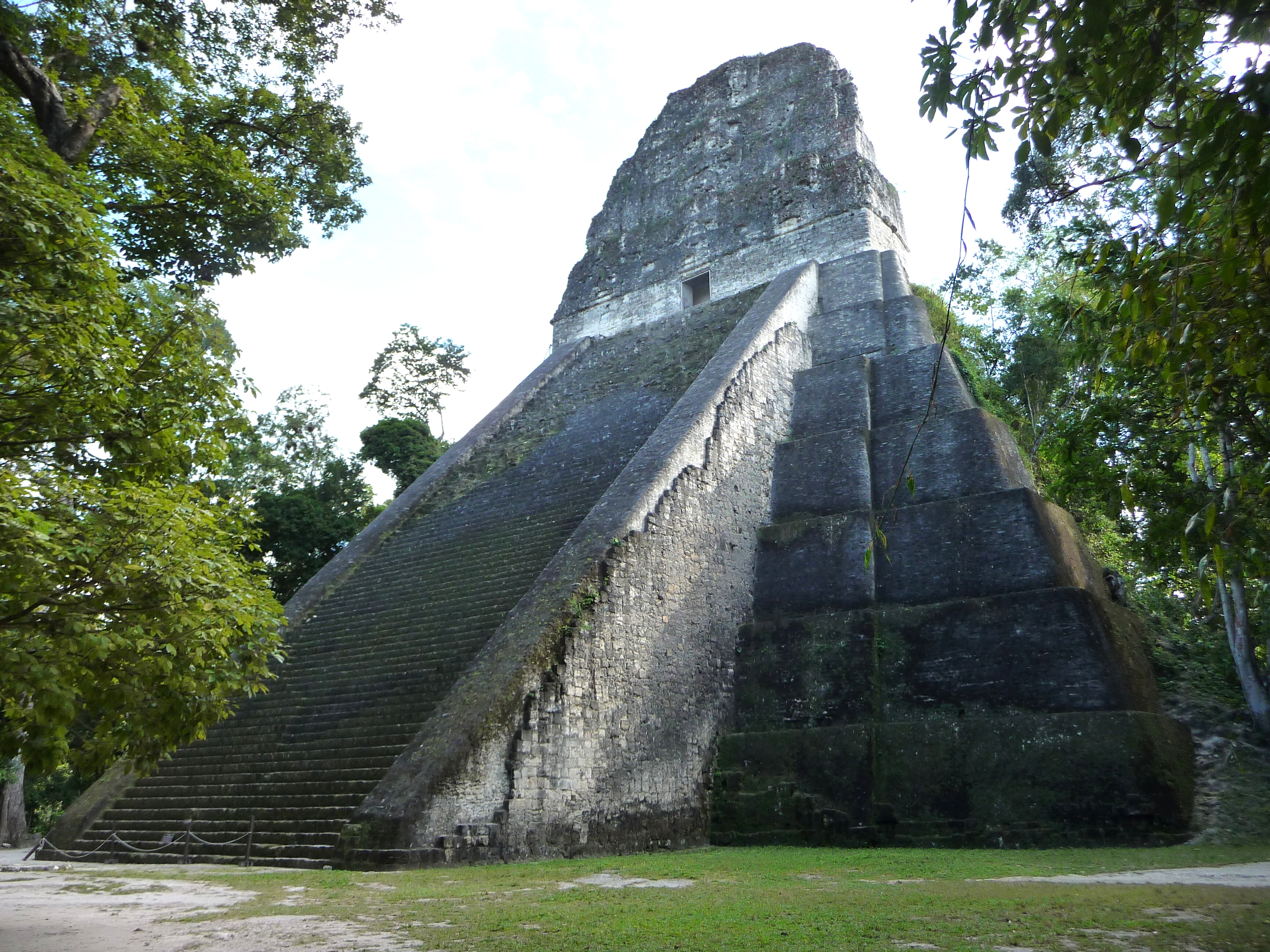
Świątynia V

Świątynia V (hiszp. Templo V) – piramida schodkowa Majów położona w starożytnym mieście Tikál w Gwatemali. Została wzniesiona przypuszczalnie pod koniec okresu klasycznego około 700 roku n.e. ale zawiera też architektoniczne cechy popularne we wczesnym okresie, takie jak szerokie balustrady i zaokrąglone narożniki. Jej wysokość wynosi 59 m, co czyni ją drugą co do wielkości budowlą w mieście, zaraz po Świątyni IV. Ulokowana jest w południowej części Centralnego Akropolu i według archeologów może skrywać grobowiec nieznanego władcy Tikál.

## Charakterystyka
Świątyni V była jednym z największych projektów budowlanych w Tikál w okresie klasycznym. Część badaczy uważa, że może się w niej znajdować grobowiec najstarszego syna króla Jasawa Chana Kʼawiila I, który zmarł niedługo po objęciu władzy w 734 roku. Nie jest to jednak powszechnie przyjęta teoria. Wykopaliska przeprowadzone pod platformą piramidy dowodzą, że budowla może być starsza niż się uważa i mogła powstać nawet między 550 a 650 rokiem.
Archeolog Oswaldo Gómez wysunął teorię, według której świątynia była poświęcona bogowi deszczu Chacowi lub była grobowcem władcy, który był jego oddanym wiernym. Swoje przypuszczenia oparł na obecności sześciu dużych masek Chaca znajdujących się na dachu świątyni oraz na zwróceniu fasady budowli w kierunku największego zbiornika wody w mieście.
Ponieważ w pobliżu miasta nie ma rzek ani jezior, wodę w czasie pory deszczowej gromadzono w specjalnych rezerwuarach. Jeden z nich znajdował się w pobliżu świątyni przez co dostęp do niej był ograniczony. W przeciwieństwie do innych budowli nie była ona połączona groblą z pozostałymi świątyniami, co prawdopodobnie sprawiło, że przestała być użytkowana jeszcze w okresie klasycznym i przez to szybciej popadła w ruinę.
Piramida została zbudowana na specjalnej platformie wznoszącej się 5 m ponad Centralnym Placem. Jej konstrukcja składająca się z pochylonych ścian tworzących system przedziałów wypełnionych ziemią i kamieniami, pozwoliła na wyrównanie terenu i utrzymanie masywnej świątyni. Piramida mierzy 36×51 m długości u podstawy oraz 59 m wysokości. Jako jedyna posiada też zaokrąglone narożniki. W przeszłości przypuszczalnie była cała ozdobiona dekoracjami ze stiuku i drewna, które teraz można zauważyć jedynie w kilku miejscach. 
Schody prowadzące na szczyt zbudowano po północnej stronie budowli, co jest o tyle nietypowe, że w pozostałych świątyniach znajdują się one po zachodniej lub wschodniej stronie. Mierzą 20 m szerokości, a otaczająca je balustrada 2,6 m, co jest charakterystyczną cechą architektoniczną wczesnego okresu klasycznego.
Na szczycie piramidy znajduje się wysoka na 9 m świątynia. Wewnątrz niej wybudowano niewielkie pomieszczenie mierzące zaledwie 3,95×0,90 m długości i 4,4 m wysokości. Tylna ściana ma natomiast aż 4,57 m grubości. Nad komnatą znajdują się trzy puste pomieszczenia, które miały zmniejszyć wagę budowli. Wewnątrz zachowały się oryginalne drewniane nadproża, a na zewnątrz gzyms ozdobiony trzema maskami boga deszczu Chaca.
Dach świątyni zwieńczony jest wysokim na ponad 12 m „grzebieniem”. W celu zmniejszenia jego wagi we wnętrzu wydrążono kilkanaście pustych przestrzeni.

## Odkrycia i badania
Budowlę jako pierwszy odkrył ją Modesto Méndez – gubernator Petén, który w 1848 roku zorganizował ekspedycję badawczą. Jak relacjonował to z jej szczytu dostrzegł pozostałe świątynie.
W 1881 roku Tikál odwiedził badacz Alfred P. Maudslay, który sfotografował północną fasadę budowli oraz krótko opisał jej wnętrze. Kilka lat później, w 1894 roku Teoberto Maler sporządził dokładniejszy opis struktury, którą nazwał „Wielką Świątynią V”. W 1911 roku Alfred Tozzer nadał jej obecną nazwę.
W 1965 roku Christopher Jones z Uniwersytetu Pensylwanii przeprowadził badania w pobliżu schodów świątyni szukając dwóch pomników, o których wspominał Maler w swoich relacjach. W 1968 roku badań piramidy podjął się Miguel Orrego. Ponieważ stan techniczny budowli był fatalny w 1987 oraz ponownie w 1991 roku podjęto się prac renowacyjnych, w celu naprawy uszkodzeń spowodowanych przez turystów wspinających się na dach świątyni. Kolejne badania rozpoczął w listopadzie 1995 roku Oswaldo Gómez.
Chociaż Świątynia V jest jednym z największych budynków w Tikál, to przez długi czas nie wzbudzała zainteresowania. Główną przyczyną był brak jakichkolwiek inskrypcji oraz zły stan techniczny konstrukcji.